# Joseph Fahrbach
Joseph Fahrbach (Viena, 25 d'agost, 1804 - Idem, 6 de juny, 1883), va ser un músic.
Era germà d'Anton, Friewdrich i Philipp Fahrbach, senior va ser director de banda militar de 1841 a 1848, després secretari de l'arxiduquessa Sofia, i entre 1857 i 1867 virtuós de la flauta i la guitarra de l'orquestra de la cort i del teatre d'òpera de la cort. Darrerament va dirigir la seva pròpia escola de música.
Va escriure concerts de flauta i fantasies d'òpera i va publicar obres sobre música militar, així com llibres de text per a instruments de vent fusta i metall, inclosos els llibres Latest Viennese Flute School (1835), Latest Viennese Bassoon School (1841), Latest Viennese Clarinet School (1841) i Organisation della musica militare austriaca (1846).
Va ser enterrat al cementiri protestant de Matzleinsdorf a Viena. La tomba ja s'ha dissolt.

## Biubliografia
- Fahrbach Joseph. A: Lèxic biogràfic austríac 1815–1950 (ÖBL). Volum 1, Editor de l'Acadèmia Austríaca de les Ciències, Viena 1957, pàg. 281.